# Kings of Crunk
Kings of Crunk jest czwartym studyjnym albumem grupy muzycznej Lil Jon & the East Side Boyz.
Krążek promował singiel Get Low z gościnnym udziałem duetu Ying Yang Twins, znalazł się w pierwszej piątce notowania "R&B" w następujących krajach USA, Niemiec, Francji, Wielkiej Brytanii i Australii w 2003 roku.

## Lista utworów
1. "Kings of Crunk" (Intro)
2. "Throw It Up" (feat. Pastor Troy)
3. "Knockin' Heads Off" (feat. Jadakiss & Styles P)
4. "Pimpin' Ken Speaks"
5. "Bitch" (feat. Chyna Whyte & Too Short)
6. "I Don't Give a Fuck" (feat. Mystikal & Krayzie Bone)
7. "Rep Your City" (feat. E-40, Petey Pablo, Bun B & Eightball)
8. "Push That Nigga, Push That Hoe"
9. "Keep Yo Chullin Out the Streets" (feat. Big Gipp)
10. "Diamonds" (feat. Bun B & MJG)
11. "Weedman (Skit)"
12. "The Weedman"
13. "Nothing On" (feat. Oobie, Chyna Whyte & Bo Hagon)
14. "Luke Talkin Shit"
15. "Ooh Na Na Naa Naa" (feat. Oobie & Devin the Dude)
16. "Nothins Free" (feat. Oobie)
17. "Play No Games" (feat. Fat Joe, Trick Daddy & Oobie)
18. "Pitbulls Cuban Rideout" (feat. Pitbull)
19. "Get Low" (feat. Ying Yang Twins)
20. "T.I.P."
21. "BME Click" (feat. The BME Allstars)